# ميشيل واترسون غوميز
ميشيل واترسون غوميز (بالإنجليزية: Michelle Waterson-Gomez؛ مواليد 6 يناير 1986) هي مُقاتلة فنون قتالية مختلطة أمريكية.

## وصلات خارجية
- ميشيل واترسون غوميز على موقع يو إف سي (الإنجليزية)
- ميشيل واترسون غوميز على موقع شيردوغ (الإنجليزية)
- ميشيل واترسون غوميز على موقع Tapology.com (الإنجليزية)
- ميشيل واترسون غوميز على موقع IMDb (الإنجليزية)
- ميشيل واترسون غوميز على موقع قاعدة بيانات الفيلم (الإنجليزية)
- ميشيل واترسون غوميز على موقع كينوبويسك (الروسية)